# گینیزنا
گینیزنا (به لاتین: Gniezno) یک شهر در لهستان است که در Gniezno County واقع شده‌است.

## خصوصیات
گینیزنا ۴۹ کیلومترمربع مساحت و ۷۰٬۰۸۰ نفر جمعیت دارد.

## خواهرخوانده
شهرهای اشپیر، استرگم، اناگنی، فلکنبی، رادویلیشکیس، سن-مالو، اومان، ویندم و سرگییف پوساد خواهرخوانده‌های گینیزنا هستند.